# Faculdades Integradas Simonsen
A Faculdades Integradas Simonsen é uma instituição de ensino superior do Brasil, com sede na cidade do Rio de Janeiro.
A instituição possuiu uma estrutura ampla integradas com outros núcleos acadêmicos além graduação, pós-graduação lato sensu possui ensino fundamental no Colégio de Aplicação Simonsen (CAS), ensino médio integrado ao técnico Instituto Tecnológico Simonsen (ITS), Educação para Jovens e Adultos (EJA) - Ensino Fundamental e Médio - (supletivo) Semipresencial.
A Instituição conta cursos livres (comunitários) e o Curso de Idiomas Simonsen - CLIS.
Atráves da parceria com a Faculdade São Judas Tadeu, oferece os cursos de Administração, Ciências Contábeis e Pedagogia, todos no turno da noite. No Méier, através da parceria com a Universidade Candido Mendes, oferece os cursos Administração, Direito, Pedagogia, Letras e História, em turnos diversos.

## Cursos

### Graduação
| - Administração - Ciências Contábeis - Direito* - Gestão Empresarial (Processos Gerenciais) - Licenciatura em Geografia - Bacharel em Geografia - História - Letras - Pedagogia - Bacharel em Teologia | - Engenharia de Produção* - Tecnologia em Análise e Desenvolvimento de Sistemas (Processamento de dados) |

* - Em parceria com a Universidade Cândido Mendes.